# 하비에르 발보아
하비에르 앙헬 발보아 오사(스페인어: Javier Ángel Balboa Osa, 1985년 5월 13일, 마드리드 지방 마드리드 ~)는 적도 기니의 전 축구 선수로, 과거 우측 윙어로 활약했다.
레알 마드리드 유소년부 출신인 그는 1군에 큰 인상을 주지 못했다. 2008년, 그는 벤피카로 이적한 후, 수 차례 임대된 후 3년만에 구단을 떠났다.
발보아는 적도 기니를 대표로 2012년과 2015년 아프리카 네이션스컵에 참가했다.

## 클럽 경력

### 레알 마드리드
마드리드 출신의 발보아는 2005년 여름에 후안프란이 에스파뇰에 임대로 떠나게 되면서 레알 마드리드 카스티야의 일원으로 합류했다. 그는 이후 정착해 부상과 1군 차출로 일부 경기에 결장했지만, 2부 리그 첫 시즌에 32경기 출전하여 1골을 득점했다.
2006-07 시즌을 앞두고 오스트리아 원정에 레알 마드리드 1군과 동행한 발보아는 파비오 카펠로 감독의 계획에서 제외되면서 1군 경험을 위해 라리가의 라싱 산탄데르로 1년 임대 이적했다. 그는 칸타브리아 연고 구단의 2006-07 시즌 주축으로 활약했고, 2006년 12월 16일자 마요르카전에서는 득점을 기록해 2-1 승리에 일조했다.
발보아는 임대가 끝난 후 복귀하면서카펠로의 후임인 베른트 슈스터 감독의 찬사를 받았고, 계약 기간은 2011년까지 늘렸다. 2007년 시즌을 앞두고, 그는 우측이나 좌측의 미드필더로 활약했고, 다수의 역할을 맡아 맡은 바를 잘 수행했고, 로코모티프 모스크바와의 경기에서는 호비뉴가 띄운 공을 레알 마드리드의 골로 연결했으며, 계약 기간도 2011년까지 늘렸다.
발보아는 2007년 10월 24일, 올림피아코스와의 UEFA 챔피언스리그 안방 경기 후반전에 교체로 출전했고, 추가 시간에 호비뉴가 띄운 공을 받아 자신의 대회 첫 골을 기록해 4-2 승리에 일조했다. 12월 19일, 그는 알리칸테와의 코파 델 레이 경기에서 자신의 대회 1호골을 뽑아 1-1 무승부에 일조했다. 앞서 전 달에는 페페와 훈련 도중 충돌을 일으키기도 했다. 그는 레알 마드리드의 다음 경기에 결장했지만, 포르투갈인 동료는 출전했다.

### 벤피카
2008년 6월 25일, 발보아는 €4M에 벤피카와 4년 계약을 맺었는데, 당시 포르투갈 구단은 키케 플로레스가 지휘하고 있었다. 그는 첫 시즌에 17번의 공식 경기에 출전했지만, 그 다음 시즌에는 급여 문제로 선수단에서 퇴출되었다.
2010년 1월 28일, 발보아는 시즌 말까지 2부 리그의 카르타헤나로 임대되었다. 벤피카로 복귀했을 때, 그는 1군에서 훈련에 동참하는 데에 기회가 한정되었고, 겨울 이적 시장에 알바세테 발롬피에로 다시 임대를 떠나 스페인 2부 리그에 복귀했다.

### 베이라마르
2011년 8월 13일, 발보아는 벤피카와의 계약을 해지했다. 이틀 후, 그는 포르투갈 프리메이라리가의 베이라마르와 계약을 체결했고, 아베이루 연고의 구단이 강등되면서 2013년 6월 21일에 구단을 떠났다.

### 이후 행보
2015년 9월 16일, 이스토릴에서 2년을 보낸 발보아는 알파이살리와 계약하여 사우디아라비아로 진출했다. 2017년 1월 25일, 그는 또다시 다른 무대로 옮겼는데, 풋볼 리그의 트리칼라에 입단했다.

## 국가대표팀 경력
2007년 6월 2일, 발보아는 적도 기니 대표로 국제 무대 신고식을 치렀는데, 르완다와의 2008년 아프리카 네이션스컵 예선전에서 0-2로 졌다. 그는 무르시아 지방과 에스트레마두라와의 2007년 경기, 브루타뉴와의 2011년 6월 2일 경기와 프랑스의 이시-레-물리뇌와의 경기에서 B대표팀 일원으로 출전했다.
의 B 대표 경기에 출전하기도 했다.
2012년 1월 21일, 발보아는 2012년 아프리카 네이션스컵 개막전 득점의 주인공이 되었는데, 공동 개최국은 그의 1-0 결승골로 리비아를 제압했다. 또다시 개최국으로 참가한 2015년 대회에서는 가봉과의 경기에서 요이드 팔륀에게 걸려 넘어져 페널티킥을 얻어냈고, 이를 주자로 나서 선제골로 연결해 2-0 승리에 일조해 적도 기니의 8강행을 견인했다. 튀니지와의 8강전에서는 막판 페널티킥을 성공시켜 경기를 1-1 원점으로 돌리고 경기를 연장전으로 끌고갔고, 직접 프리킥 결승골을 성공시켜 조국의 첫 준결승행에 주역이 되었다.
발보아는 콩고 민주 공화국과의 3위 결정전에서 승부차기 첫 주자로 나서서 실축했지만, 3골로 4명의 선수와 대회 공동 득점왕으로 어깨를 나란히 했다.

### 국가대표팀 득점 기록
아래의 점수에서 왼쪽의 점수가 적도 기니의 점수이다
| #  | 날짜            | 경기장                              | 상대   | 점수 | 최종결과 | 대회                       |
| -- | --------------- | ----------------------------------- | ------ | ---- | -------- | -------------------------- |
| 1. | 2012년 1월 21일 | 에스타디오 데 바타, 바타, 적도 기니 | 리비아 | 1–0  | 1–0      | 2012년 아프리카 네이션스컵 |
| 2. | 2015년 1월 25일 | 에스타디오 데 바타, 바타, 적도 기니 | 가봉   | 1–0  | 2–0      | 2015년 아프리카 네이션스컵 |
| 3. | 2015년 1월 31일 | 에스타디오 데 바타, 바타, 적도 기니 | 튀니지 | 1–1  | 2–1      | 2015년 아프리카 네이션스컵 |
| 4. | 2015년 1월 31일 | 에스타디오 데 바타, 바타, 적도 기니 | 튀니지 | 2–1  | 2–1      | 2015년 아프리카 네이션스컵 |

## 사생활
발보아는 적도 기니에 다수의 거물을 배출한 가문 출신이다. 그의 친증조할아버지 아빌리오 발보아 아르킨스는 1960년대에 산타 이사벨 (말라보의 구 명칭) 시장으로 역임했다. 발보아 아르킨스의 아들들도 축구인이었다: 노르베르토 (하비에르의 친할아버지), 아르만도, 아빌리오 후니오르 혹은 "치키"로 이들 중 노르베르토와 아르만도는 프란시스코 마시아스 은게마를 상대로 벌인 쿠데타에 가담했다가 피살당했다 이들 셋은 적도 기니 역사상 가장 이름을 날린 선수들이었다. 아르만도의 딸 투른은 도메네크 발마냐의 아들과 스페인에 가족을 꾸렸다. 이들 사이에 농구 선수 이스라엘을 두고 있다.
발보아의 사촌들 중에 농구인이 한 명 더 있는데, 리차르드 은게마는 레알 마드리드에서 활약했던 선수이기도 했다.

## 클럽 통계
2016년 5월 12일 기준
| 클럽                 | 시즌      | 리그            | 리그 | 리그 | 컵   | 컵 | 대륙 | 대륙 | 합계 | 합계 |
| 클럽                 | 시즌      | 단계            | 출장 | 골   | 출장 | 골 | 출장 | 골   | 출장 | 골   |
| -------------------- | --------- | --------------- | ---- | ---- | ---- | -- | ---- | ---- | ---- | ---- |
| 레알 마드리드 B      | 2005–06   | 세군다 디비시온 | 32   | 1    | —    | —  | —    | —    | 32   | 1    |
| 레알 마드리드        | 2005–06   | 라 리가         | 2    | 0    | 1    | 0  | 1    | 0    | 4    | 0    |
| 레알 마드리드        | 2007–08   | 라 리가         | 5    | 0    | 4    | 1  | 2    | 1    | 11   | 2    |
| 레알 마드리드        | 합계      | 합계            | 7    | 0    | 5    | 1  | 3    | 1    | 15   | 2    |
| 라싱 산탄데르 (임대) | 2006–07   | 라 리가         | 30   | 1    | 2    | 0  | —    | —    | 32   | 1    |
| 벤피카               | 2008–09   | 프리메이라리가  | 10   | 0    | 4    | 0  | 3    | 0    | 17   | 0    |
| 카르타헤나 (임대)    | 2009–10   | 세군다 디비시온 | 11   | 0    | 0    | 0  | —    | —    | 11   | 0    |
| 알바세테 (임대)      | 2010–11   | 세군다 디비시온 | 7    | 0    | 0    | 0  | —    | —    | 7    | 0    |
| 베이라마르           | 2011–12   | 프리메이라리가  | 25   | 3    | 2    | 0  | —    | —    | 27   | 3    |
| 베이라마르           | 2012–13   | 프리메이라리가  | 21   | 5    | 5    | 1  | —    | —    | 26   | 6    |
| 베이라마르           | 합계      | 합계            | 46   | 8    | 7    | 1  | —    | —    | 53   | 9    |
| 이스토릴             | 2013–14   | 프리메이라리가  | 28   | 4    | 6    | 1  | 7    | 0    | 41   | 5    |
| 이스토릴             | 2014–15   | 프리메이라리가  | 13   | 1    | 1    | 0  | 1    | 0    | 15   | 1    |
| 이스토릴             | 합계      | 합계            | 41   | 5    | 7    | 1  | 8    | 0    | 56   | 6    |
| 알파이살리           | 2015–16   | 사우디 프로리그 | 24   | 8    | 0    | 0  | —    | —    | 24   | 8    |
| 경력 합계            | 경력 합계 | 경력 합계       | 203  | 23   | 25   | 3  | 14   | 1    | 247  | 27   |

1. 1 2  UEFA 챔피언스리그 출전 경기 포함
2. ↑  수페르코파 데 에스파냐 출전 경기 포함
3. ↑  UEFA컵 출전 경기 포함
4. 1 2  UEFA 유로파리그 출전 경기 포함

## 수상
레알 마드리드
- 라 리가: 2007–08
- 수페르코파 데 에스파냐 준우승 2007

벤피카
- 타사 다 리가: 2008–09